# Microrregión del Litoral Nordeste
La microrregión del Litoral Nordeste es una de las microrregiones del estado brasileño del Rio Grande do Norte perteneciente a la mesorregión Este Potiguar. Su población fue estimada en 2006 por el IBGE en 85.448 habitantes y está dividida en siete municipios. Posee un área total de 2.541,942 km².

## Municipios
- Maxaranguape
- Pedra Grande
- Pureza
- Rio do Fogo
- São Miguel do Gostoso
- Taipu
- Touros

- Datos: Q2597391